# فهد الهنيدي
فهد الهنيدي ، من مواليد 29 سبتمبر 1980 ، لاعب كرة قدم كويتي سابق.
و هو يلعب مع نادي السالمية.